# Nika Daalderop
Nika Daalderop (Amsterdam, 29 november 1998) is een Nederlandse volleybalster.

## Clubloopbaan
Daalderop begon haar carrière bij VV Amsterdam. Van daaruit verhuisde ze in 2014 naar het Talent Team Papendal. De buiten aanvalster speelde in het jeugd nationale team, en werd in de zomer van 2015 geselecteerd voor het nationale team. Eind 2015 werd ze bekroond met de Ingrid Visser Award voor Talent van het Jaar. In 2016 ging Daalderop naar een buitenlandse club, het Duitse "Ladies in Black Aachen". In december ontving ze voor de tweede keer op rij die Ingrid Visser Award. In 2017 speelde Daalderop bij het Duitse "Allianz MTV Stuttgart". In 2018 ging Daalderop naar Florence in Italië waar ze samen met Laura Dijkema speelt bij ”Il bisonte Firenze”. En waar Giovanni Caprara, die in november 2019 de bondscoach van oranje werd coach is.

## Beachvolleybal
Met Joy Stubbe won ze in 2015 het U20 Europees Kampioenschap in Larnaca. In 2016 waren ze in Antalya weer U20 Europees kampioen en prolongeerden hun titel van het jaar daarvoor succesvol.
In de zomer won Nika Daalderop met Joy Stubbe het Nederlands kampioenschap in Scheveningen. Met Mexime van Driel was Daalderop in Larnaca U19 Wereld zilveren medaillewinnaar.

## Nederlands team
Daalderop debuteerde in 2015 in het nationale team, waarmee ze deelnam aan de Montreux Volley Masters. Inmiddels heeft ze al vele interlands gespeeld met het nationale team en behoort ze tot het basisteam..
Sarah van Aalen · Indy Baijens · Britt Bongaerts · Anne Buijs · Nika Daalderop · Elles Dambrink · Marrit Jasper · Jolien Knollema · Juliët Lohuis · Celeste Plak · Florien Reesink · Eline Timmerman